# Chiclana de Segura
Chiclana de Segura ist ein Ort und eine spanische Gemeinde (municipio) mit 869 Einwohnern (Stand: 2024) in der andalusischen Provinz Jaén. Die Gemeinde besteht neben dem Hauptort Chiclana de Segura  aus den Ortschaften Camporredondo, El Campillo, La Porrosa und Los Mochuelos.

## Lage
Chiclana de Segura liegt etwa 120 Kilometer nordöstlich von Jaén in einer Höhe von ca. 870 m. Im Osten befindet sich die Talsperre Embalse del Guadalmena.

## Bevölkerungsentwicklung
| Jahr      | 1970  | 1980  | 1990  | 2000  | 2010  | 2020 |
| Einwohner | 2.583 | 1.843 | 1.687 | 1.214 | 1.119 | 932  |

## Sehenswürdigkeiten
- Reste der Burganlage
- Peterskirche (Iglesia de San Pedro)
- Nazarethkapelle
- Johannes-der-Täufer-Kirche

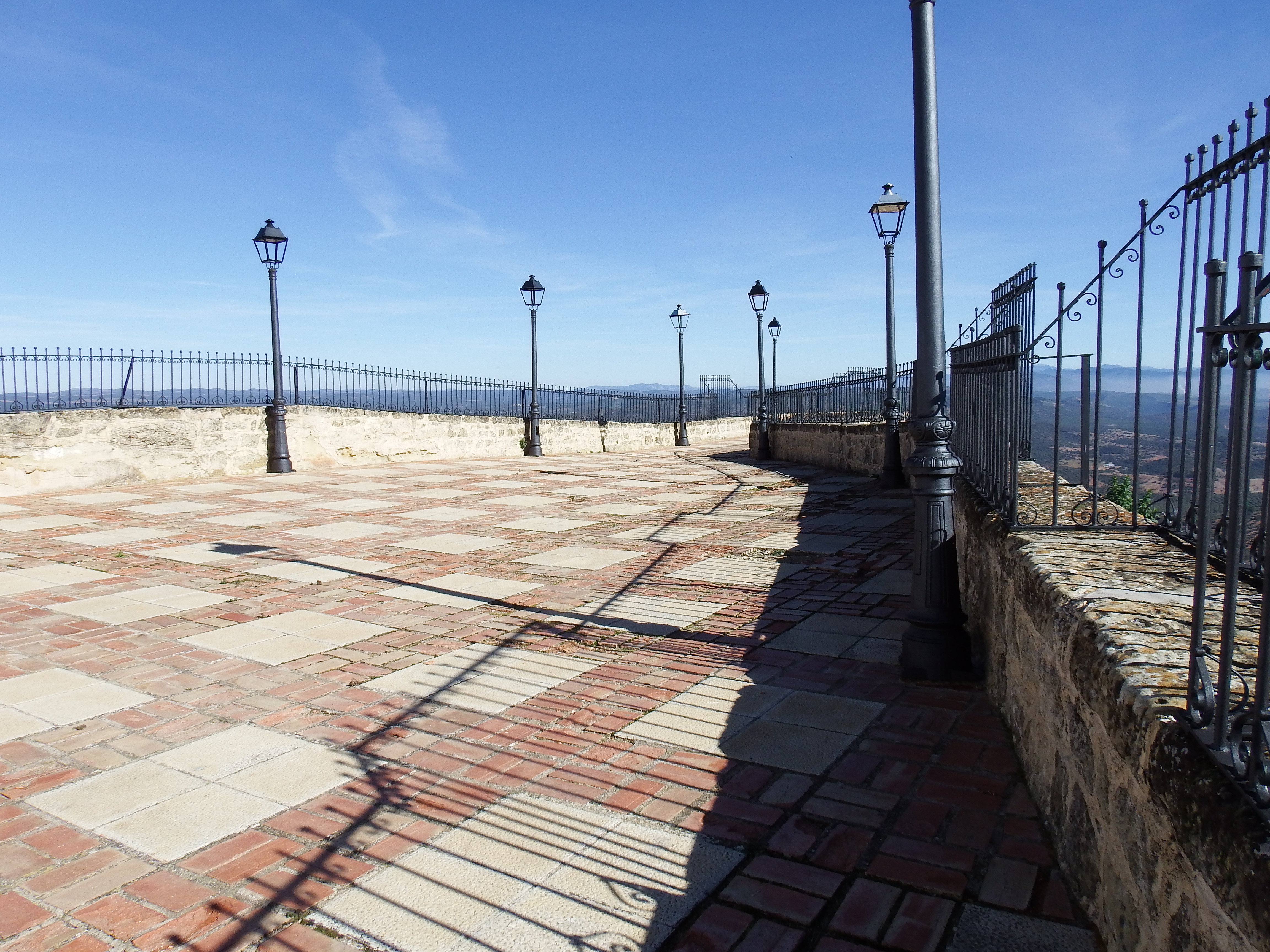
Burganlage von Chiclana de Segura
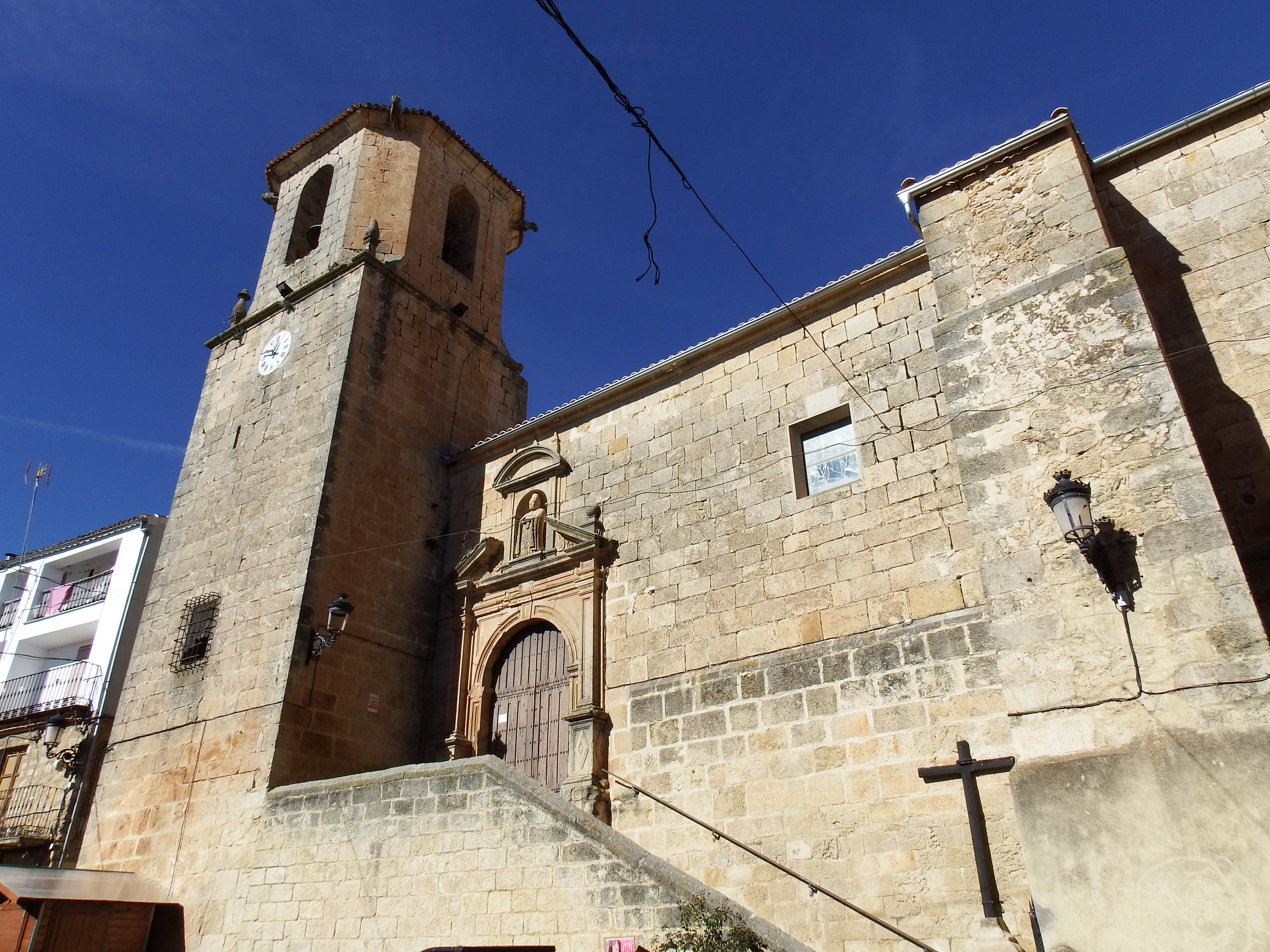
Peterskirche
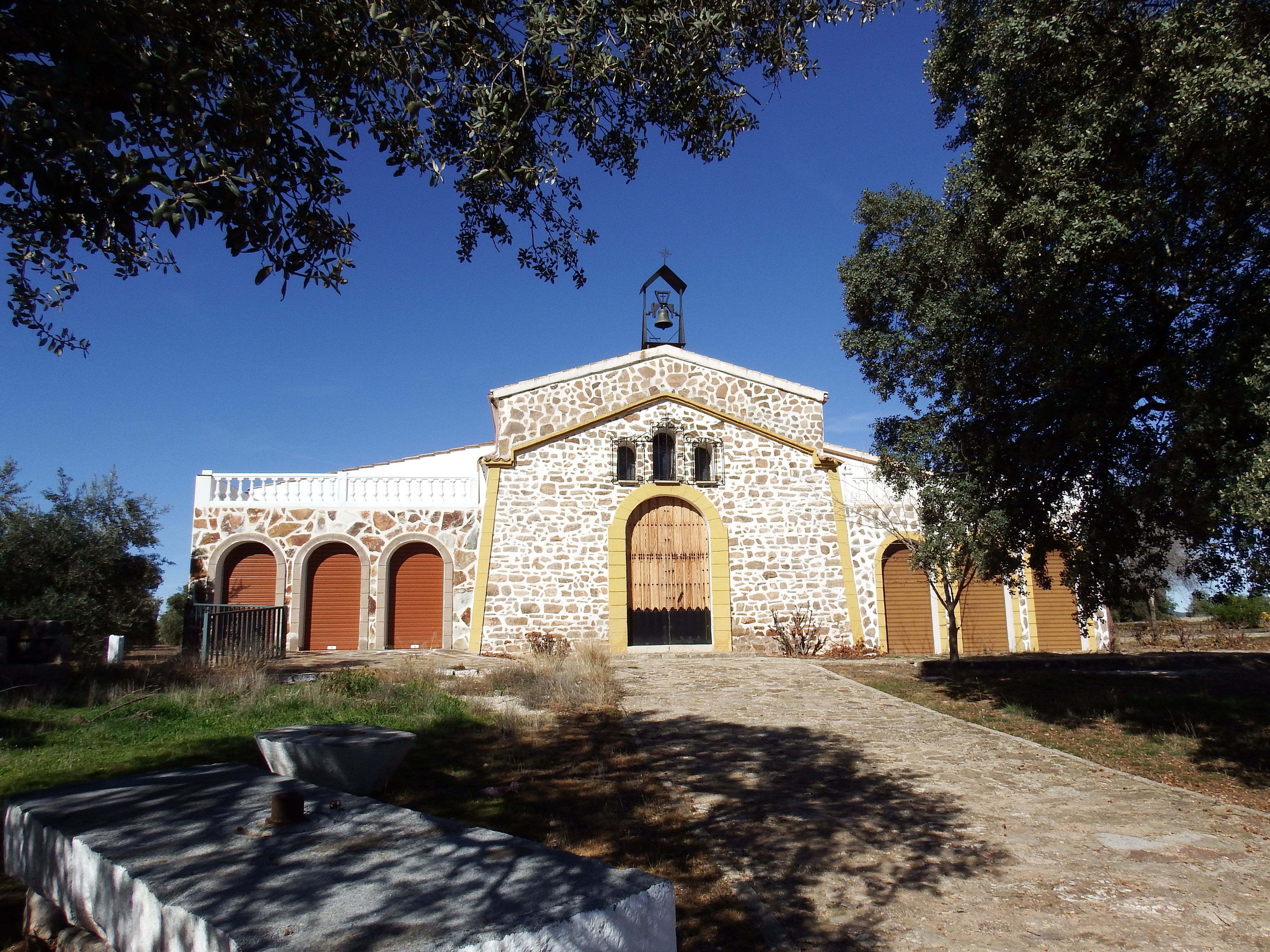
Nazarethkapelle
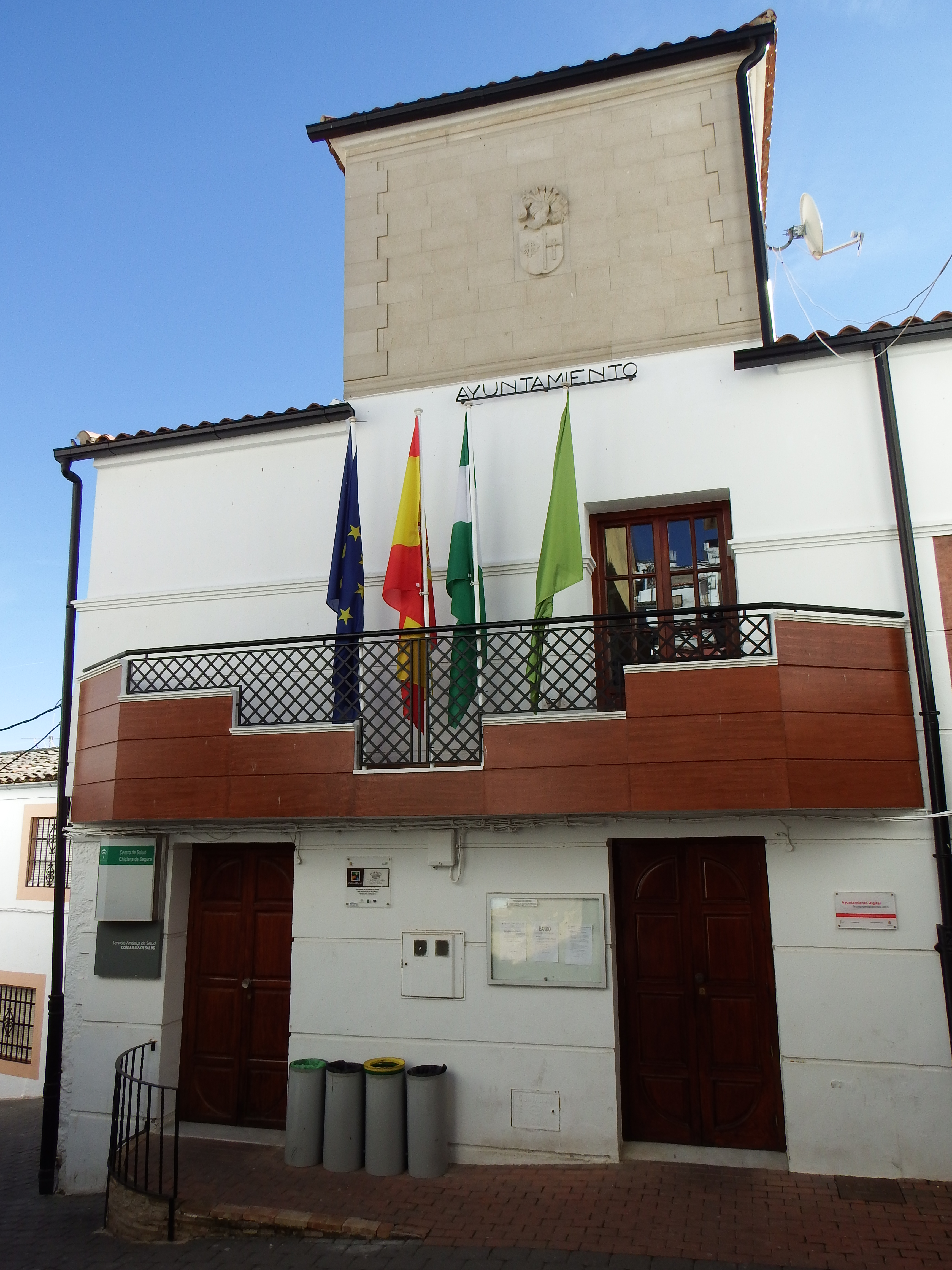
Rathaus

## Gemeindepartnerschaften
Mit der spanischen Gemeinde Chiclana de la Frontera in der andalusischen Provinz Cadíz und der italienischen Stadt Chiusa Sclafani bestehen Partnerschaften.